# کوکیتلام

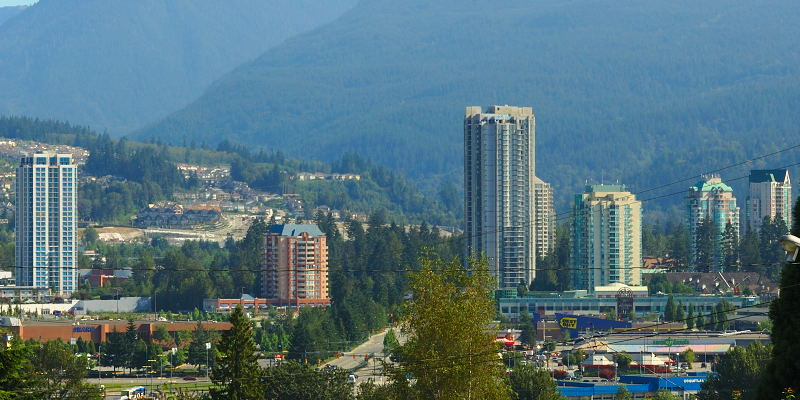
منظری از شهر کوکیتلام

کوکیتلام (به انگلیسی: Coquitlam) شهری در ونکوور بزرگ است که در ساحل غربی استان بریتیش کلمبیا در کانادا واقع شده است. این شهر در فاصله ۴۵ کیلومتری از ونکوور و ۳۰ کیلومتری مرز آمریکاست.
کوکیتلام با شهرهای پورت مودی، پورت کوکیتلام، برنابی و نیو وست مینیستر هم‌مرز است. همچنین رودخانهٔ فریزر در جنوب، رودخانه پیت در مشرق و کوه‌های ساحلی مرزهای دیگر این شهر را تشکیل می‌دهند.
مجموع شهرهای پورت کوکیتلام، کوکیتلام و پورت مودی به شهرهای سه‌گانه مشهورند.

## جمعیت
طبق آمار سرشماری سال ۲۰۰۱ جمعیت کوکیتلام ۱۲۶٬۸۴۰ نفر بوده است و زبان مادری ۶۱۰۰ نفر معادل ۴/۹٪ از اهالی این شهر (۱۱/۱٪ از کسانی که به زبان‌های غیررسمی تکلم می‌کنند) فارسی است.

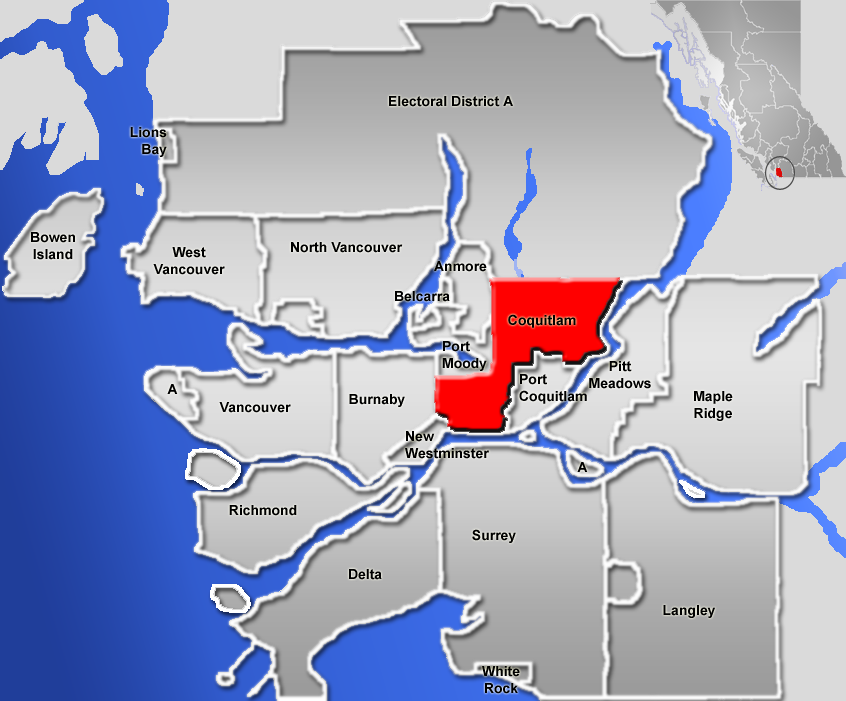
کوکیتلام بر روی نقشه